# Rässa
Rässa is een plaats in de Estlandse gemeente Muhu, provincie Saaremaa. De plaats heeft de status van dorp (Estisch: küla).

## Bevolking
Het dorp had 11 inwoners op 31 december 2011 en 7 inwoners op 31 december 2021.

## Ligging
De plaats ligt aan de zuidkust van het eiland Muhu. Het voormalige eiland Võilaid, dat sinds 2015 aan Muhu vastzit, behoort voor de helft tot Rässa, voor de andere helft tot Võiküla.

## Geschiedenis
Rässa werd in 1592 voor het eerst genoemd als een groepje boerderijen. In 1645 werd Rässa onder de naam Reßeküll genoemd als dorp. Het dorp lag oorspronkelijk op het landgoed Mohn-Großenhof (Suuremõisa) en na 1750 op het landgoed van Nurms (Nurme).
Tussen 1977 en 1997 maakte het buurdorp Oina deel uit van Rässa.